# Adriaen de Vries
Adriaen de Vries (L'Aia, 1560 – Praga, 1626) è stato uno scultore olandese, di tendenza manierista nordica.

## Biografia

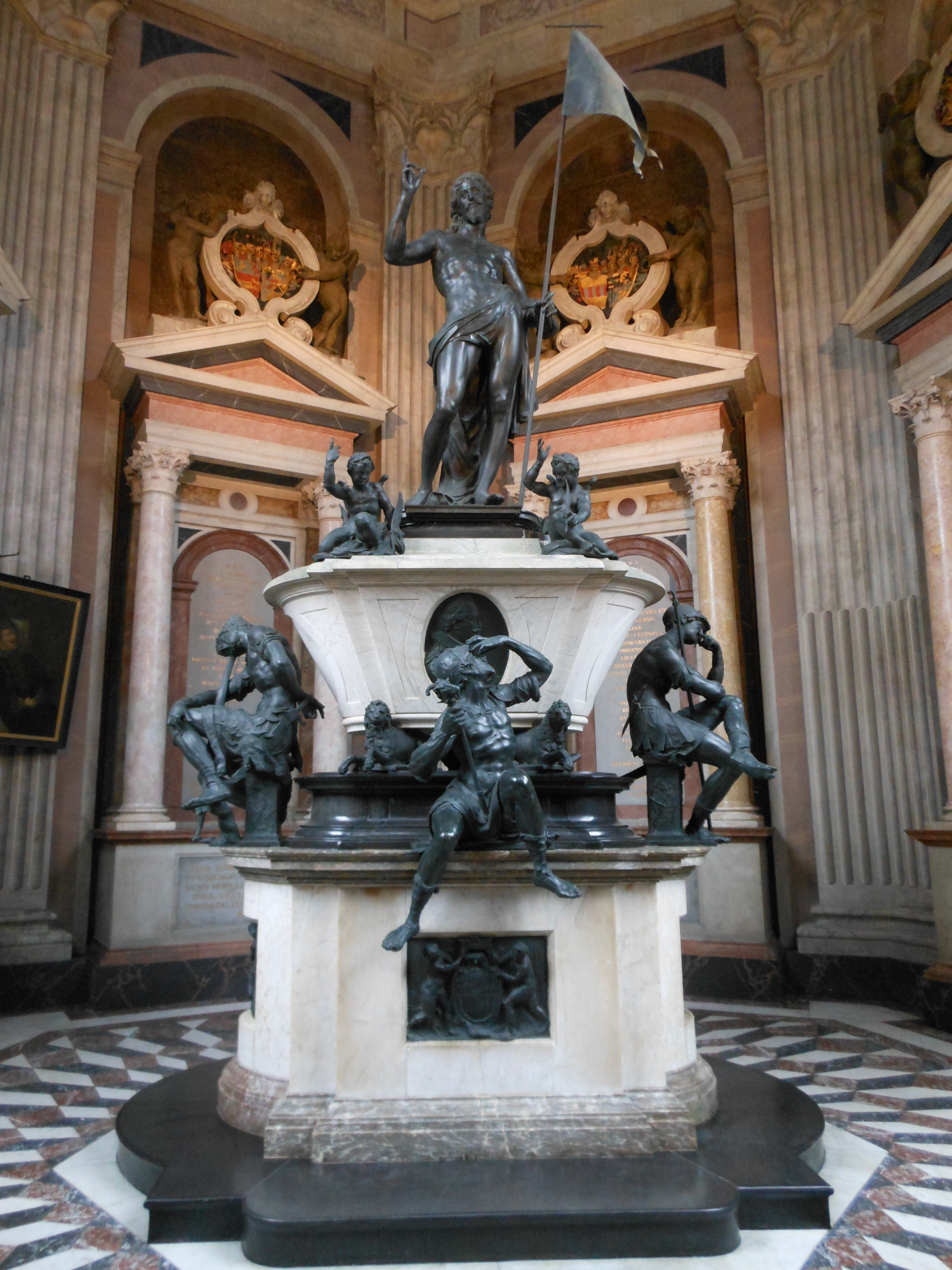
Monumento Risurrezione nel Mausoleo del Principe Ernst, Stadthagen (1620)

Nacque in una famiglia benestante, e dopo un apprendistato svolto con Guglielmo Fiammingo, allievo di Benvenuto Cellini, intorno al 1581 si trasferì a Firenze per lavorare sotto la guida del maestro manierista Giambologna, realizzando i putti per la cappella Grimaldi in San Francesco di Castelletto a Genova.
Dopo un breve soggiorno milanese, nel 1588 venne invitato a Torino da Carlo Emanuele I di Savoia e dal 1593 realizzò busti e rilievi (Rodolfo II che onora le arti) per l'imperatore Rodolfo II a Praga, attualmente conservati presso i musei viennesi e il Victoria and Albert Museum.
Nello stesso anno ultimò un Mercurio che strappa Psiche all'Olimpo (Museo del Louvre) e una Psiche con Cupidi (Museo nazionale di Stoccolma).
Dal 1601 ricevette l'incarico di scultore della corte imperiale praghese e negli anni successivi lavorò anche per Cristiano IV di Danimarca e per Albrecht von Wallenstein.
Da questo momento realizzò fontane di Mercurio e di Ercole ad Augusta, il busto di Cristiano V di Sassonia (1603), la statua di Enrico Giulio di Braunschweig (1603), il rilievo con il Martirio di san Lorenzo nel duomo di Praga, di influenza celliniana, il monumento Risurrezione nel mausoleo in Stadthagen - attualmente l'unica delle sue opere nell'ambiente originale -, i bronzi per i castelli di Frederiksborg (1623) e di Bückeburg (1622), il fonte battesimale per la chiesa di Buckenburg (1615).
La collezione di opere più vasta di De Vries è attualmente conservata a Stoccolma, presso il Museum De Vries al Drottningholm Palace, inaugurato nel 2001.
Il suo stile fu influenzato soprattutto dal Giambologna, anche se Adriaen de Vries, dopo una prima fase dedita alle ricerche formali e disegnative, sviluppò una modellazione sempre più fluida e pittorica.

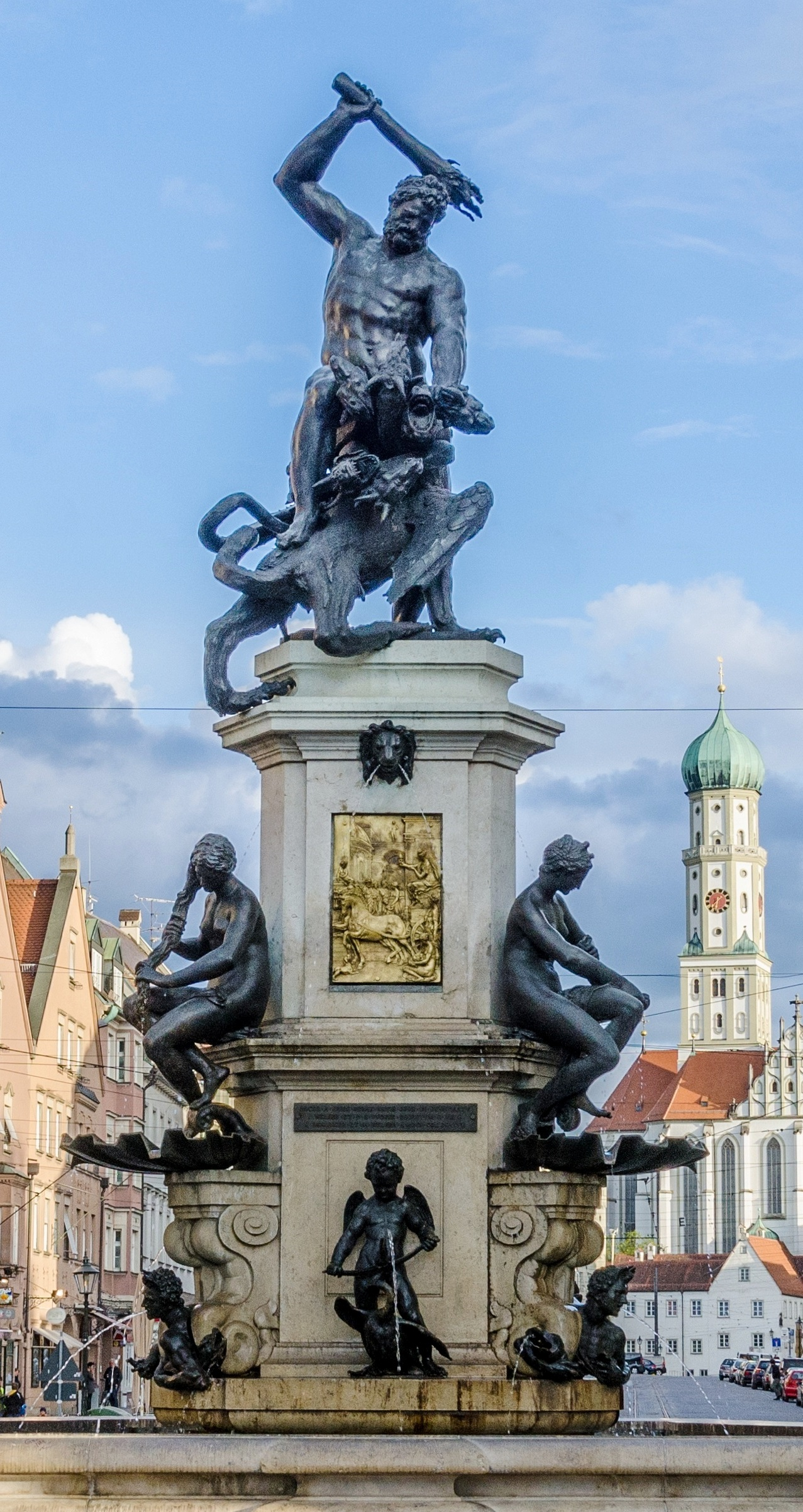
Fontana di Ercole, 1603, Augusta
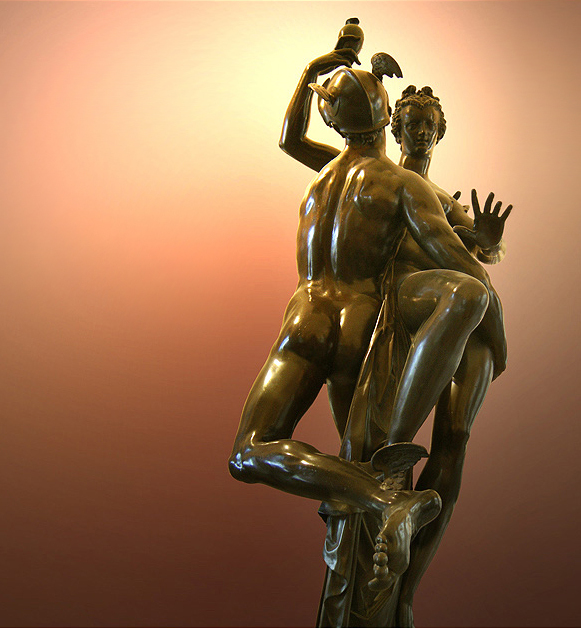
Ermes e Psiche, 1593, Museo del Louvre
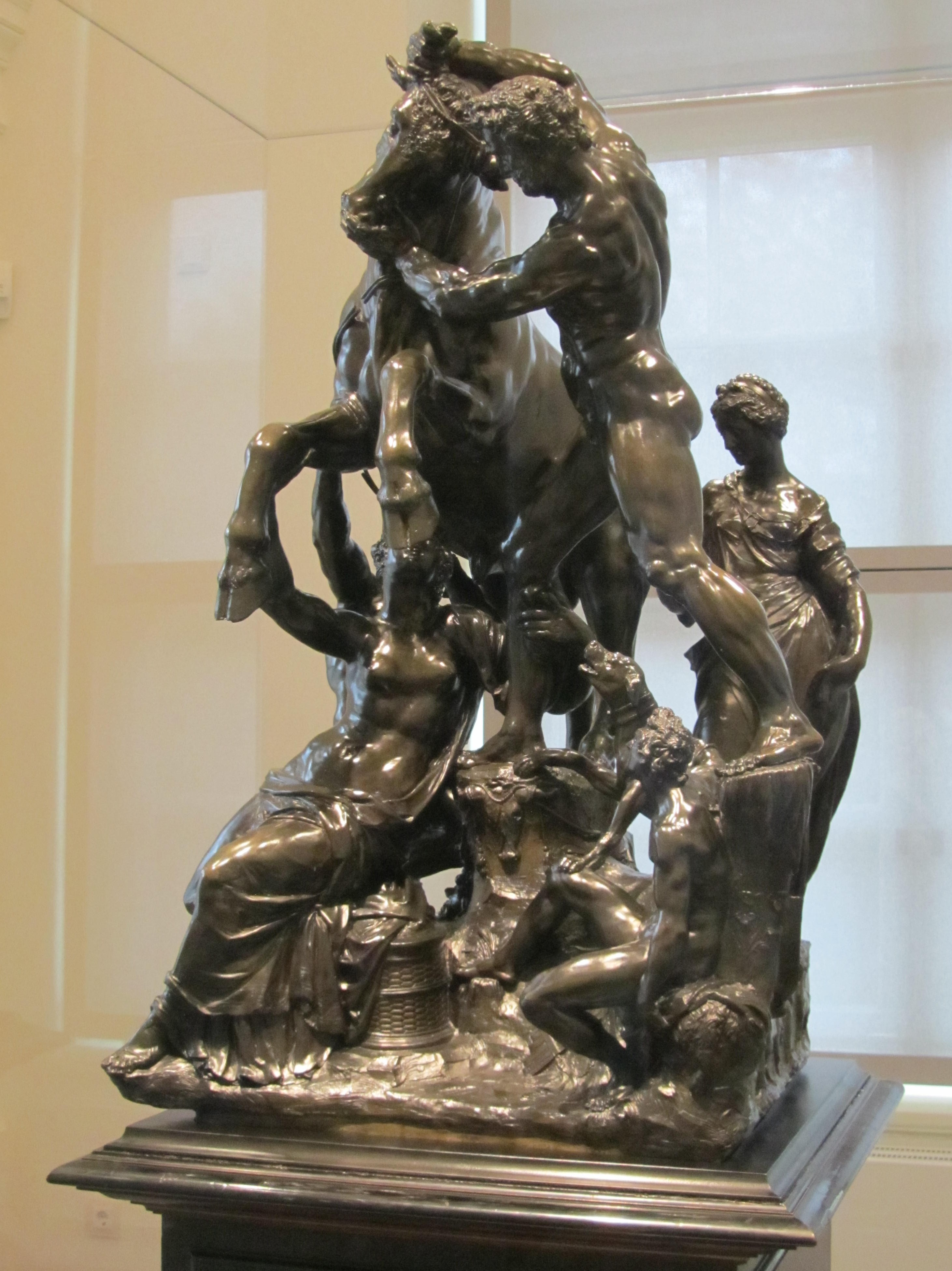
Farnesischer Stier, 1614, Herzogliches Museum Gotha
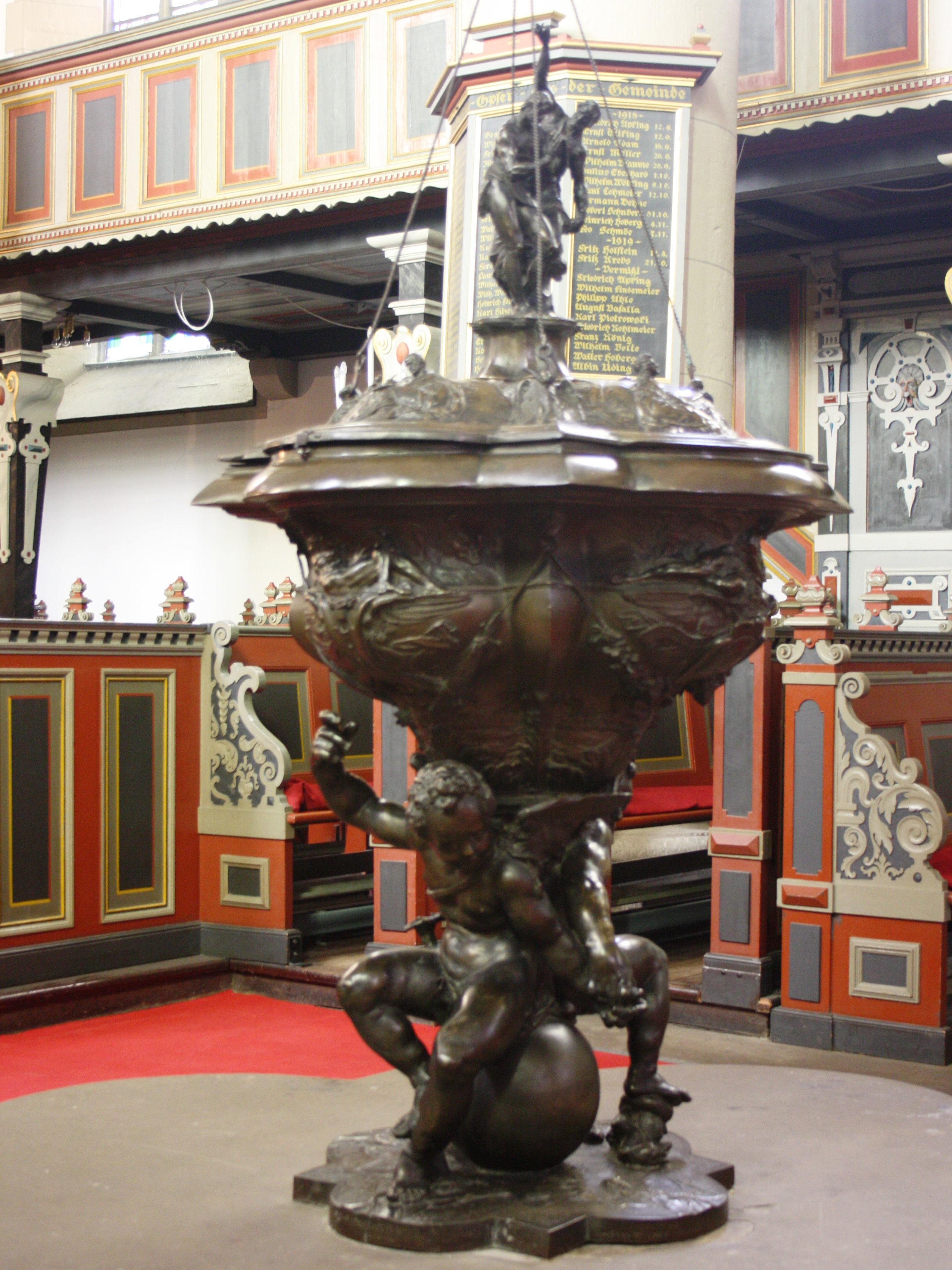
Fonte battesimale,1615, Bückeburger Stadtkirche, Bückeburg